# CL-610
La CL-610 pertenece a la Red Básica de carreteras de la Junta de Castilla y León que transcurre desde Valladolid hasta Peñaranda de Bracamonte. En estos últimos años se ha reformado profundamente construyendo variantes y mejorando su trazado. A todo esto se le añade la mejora de los enlaces con glorietas o prolongación de carriles de aceleración y deceleración.
Esta carretera se corresponde con la antigua  C-610 

## Actuaciones Previstas
Esta carretera se desdoblará en el tramo que conecta Valladolid con la localidad de Medina del Campo, en ella están proyectados 10 enlaces.
Comenzará en la VA-30, cruza los ríos Duero y Adaja y terminará en la A-6.

### Tramos
| Tramo                         | Estado (2024)       | Observaciones                          |
| ----------------------------- | ------------------- | -------------------------------------- |
| Valladolid-Puente Duero       | Estudio Informativo | Ayuntamiento de Valladolid             |
| Variante de Puente Duero      | En servicio         | doble calzada perteneciente a la C-600 |
| Puente Duero-Medina del Campo | Estudio Informativo |                                        |

### Enlaces
Listado de enlaces:
| Salida | Hacia                               |
| ------ | ----------------------------------- |
| 10     | Enlace de A-6 con Medina del Campo. |
| 9      | Enlace de Rodilana.                 |
| 8      | Enlace de La Seca.                  |
| 7      | Enlace de Serrada.                  |
| 6      | Enlace de Villanueva de Duero.      |
| 5      | Enlace de Núcleo Recreativo Colagon |
| 4      | Enlace de Puente Duero-Esparragal.  |
| 3      | Enlace de Arroyo de la Encomienda.  |
| 2      | Enlace de Las Raposas.              |
| 1      | Enlace de VA-30.                    |

## Recorrido

### Tramo Valladolid - Medina del Campo
| Valladolid (Intersección con ) - Medina del Campo (Intersección con ) | Valladolid (Intersección con ) - Medina del Campo (Intersección con ) | Valladolid (Intersección con ) - Medina del Campo (Intersección con ) | Valladolid (Intersección con ) - Medina del Campo (Intersección con ) | Valladolid (Intersección con ) - Medina del Campo (Intersección con ) | Valladolid (Intersección con ) - Medina del Campo (Intersección con ) | Valladolid (Intersección con ) - Medina del Campo (Intersección con ) | Valladolid (Intersección con ) - Medina del Campo (Intersección con ) | Valladolid (Intersección con ) - Medina del Campo (Intersección con ) | Valladolid (Intersección con ) - Medina del Campo (Intersección con ) | Valladolid (Intersección con ) - Medina del Campo (Intersección con )                                                                          |
| Esquema                                                               | PK                                                                    | Sentido Valladolid (creciente)                                        | Sentido Valladolid (creciente)                                        | Sentido Valladolid (creciente)                                        | Sentido Valladolid (creciente)                                        | Sentido Peñaranda de Bracamonte (decreciente)                         | Sentido Peñaranda de Bracamonte (decreciente)                         | Sentido Peñaranda de Bracamonte (decreciente)                         | Sentido Peñaranda de Bracamonte (decreciente)                         | Notas |
| Esquema                                                               | PK                                                                    | Velocidad                                                             | Elemento                                                              | Salida                                                                | Salida                                                                | Salida                                                                | Salida                                                                | Elemento                                                              | Velocidad                                                             | Notas |
| Esquema                                                               | PK                                                                    | Velocidad                                                             | Elemento                                                              | Dir.                                                                  | Nombre                                                                | Nombre                                                                | Dir.                                                                  | Elemento                                                              | Velocidad                                                             | Notas |
| --------------------------------------------------------------------- | --------------------------------------------------------------------- | --------------------------------------------------------------------- | --------------------------------------------------------------------- | --------------------------------------------------------------------- | --------------------------------------------------------------------- | --------------------------------------------------------------------- | --------------------------------------------------------------------- | --------------------------------------------------------------------- | --------------------------------------------------------------------- | --- |
|                                                                       | 3,2                                                                   |                                                                       |                                                                       | Olmedo Segovia Soria                                                  | Olmedo Segovia Soria                                                  | Olmedo Segovia Soria                                                  |                                                                       |                                                                       |                                                                       | La carretera CL-610 inicia su recorrido en el PK 3.200, ya que el tramo entre el PK 0.000 y el PK 3.200 fue transferido al Ayto. de Valladolid |
| Centro Urbano Paseo de Zorrilla                                       | 3,2                                                                   |                                                                       |                                                                       |                                                                       |                                                                       |                                                                       |                                                                       |                                                                       |                                                                       | La carretera CL-610 inicia su recorrido en el PK 3.200, ya que el tramo entre el PK 0.000 y el PK 3.200 fue transferido al Ayto. de Valladolid |
| Salamanca Zamora León                                                 | 3,2                                                                   |                                                                       |                                                                       |                                                                       |                                                                       |                                                                       |                                                                       |                                                                       |                                                                       | La carretera CL-610 inicia su recorrido en el PK 3.200, ya que el tramo entre el PK 0.000 y el PK 3.200 fue transferido al Ayto. de Valladolid |
| Medina del Campo Pinar de Antequera Puente Duero                      | 3,2                                                                   |                                                                       |                                                                       |                                                                       |                                                                       |                                                                       |                                                                       |                                                                       |                                                                       | La carretera CL-610 inicia su recorrido en el PK 3.200, ya que el tramo entre el PK 0.000 y el PK 3.200 fue transferido al Ayto. de Valladolid |
|                                                                       | 5,4                                                                   |                                                                       |                                                                       |                                                                       | Centro de Empresa Renault                                             | Centro de Empresa Renault                                             |                                                                       |                                                                       |                                                                       | |
|                                                                       | 5,4                                                                   | VP-9101 Arcas reales                                                  |                                                                       |                                                                       |                                                                       |                                                                       |                                                                       |                                                                       |                                                                       | |
|                                                                       | 8,9                                                                   |                                                                       |                                                                       | Medina del Campo Puente Duero                                         | Medina del Campo Puente Duero                                         | Valladolid Pinar de Antequera                                         | Valladolid Pinar de Antequera                                         |                                                                       |                                                                       | |
|                                                                       | 9,3                                                                   |                                                                       |                                                                       |                                                                       | Simancas                                                              | Simancas                                                              |                                                                       |                                                                       |                                                                       | |
|                                                                       | 9,3                                                                   | SC-VA-8 Puente Duero                                                  |                                                                       |                                                                       |                                                                       |                                                                       |                                                                       |                                                                       |                                                                       | |
|                                                                       | 9,3                                                                   | Medina del Campo Villanueva de Duero                                  |                                                                       |                                                                       |                                                                       |                                                                       |                                                                       |                                                                       |                                                                       | |
|                                                                       | 9,3                                                                   | Vía de servicio                                                       |                                                                       |                                                                       |                                                                       |                                                                       |                                                                       |                                                                       |                                                                       | |
|                                                                       | 9,3                                                                   | Valladolid                                                            |                                                                       |                                                                       |                                                                       |                                                                       |                                                                       |                                                                       |                                                                       | |
|                                                                       | 10,6                                                                  |                                                                       |                                                                       | Viana de Cega VP-9003 Valdestillas                                    | Viana de Cega VP-9003 Valdestillas                                    | Viana de Cega VP-9003 Valdestillas                                    | Viana de Cega VP-9003 Valdestillas                                    |                                                                       |                                                                       | |
| 11,1                                                                  | SC-VA-2 Puente Duero                                                  | SC-VA-2 Puente Duero                                                  | SC-VA-2 Puente Duero                                                  | SC-VA-2 Puente Duero                                                  |                                                                       |                                                                       |                                                                       |                                                                       |                                                                       | |
|                                                                       | 13,0                                                                  |                                                                       |                                                                       |                                                                       |                                                                       | SC-VA-8 Puente Duero                                                  |                                                                       |                                                                       |                                                                       | |
|                                                                       | 15,0                                                                  |                                                                       |                                                                       | Urbanizaciones Puente Adaja Los Doctrinos                             | Urbanizaciones Puente Adaja Los Doctrinos                             | Urbanizaciones Puente Adaja Los Doctrinos                             | Urbanizaciones Puente Adaja Los Doctrinos                             |                                                                       |                                                                       | |
|                                                                       | 15,8                                                                  |                                                                       |                                                                       | VP-9002 Aniago                                                        | VP-9002 Aniago                                                        | VP-9002 Aniago                                                        | VP-9002 Aniago                                                        |                                                                       |                                                                       | |
|                                                                       | 16,3                                                                  |                                                                       |                                                                       |                                                                       |                                                                       | Área recreativa                                                       |                                                                       |                                                                       |                                                                       | |
|                                                                       | 16,5                                                                  |                                                                       |                                                                       |                                                                       | Urbanización Las Tinajas                                              | Urbanización Las Tinajas                                              |                                                                       |                                                                       |                                                                       | |
|                                                                       | 16,5                                                                  | Área recreativa                                                       |                                                                       |                                                                       |                                                                       |                                                                       |                                                                       |                                                                       |                                                                       | |
|                                                                       | 17,8                                                                  |                                                                       |                                                                       | VILLANUEVA DE DUERO                                                   | VILLANUEVA DE DUERO                                                   | VILLANUEVA DE DUERO                                                   | VILLANUEVA DE DUERO                                                   |                                                                       |                                                                       | |
|                                                                       | 19,3                                                                  |                                                                       |                                                                       | VILLANUEVA DE DUERO                                                   | VILLANUEVA DE DUERO                                                   | VILLANUEVA DE DUERO                                                   | VILLANUEVA DE DUERO                                                   |                                                                       |                                                                       | |
|                                                                       | 25,1                                                                  |                                                                       |                                                                       | SERRADA                                                               | SERRADA                                                               | SERRADA                                                               | SERRADA                                                               |                                                                       |                                                                       | |
|                                                                       | 25,8                                                                  |                                                                       |                                                                       |                                                                       | VA-405 Tordesillas                                                    | VA-405 Tordesillas                                                    |                                                                       |                                                                       |                                                                       | |
|                                                                       | 25,8                                                                  | VA-405 Matapozuelos                                                   |                                                                       |                                                                       |                                                                       |                                                                       |                                                                       |                                                                       |                                                                       | |
|                                                                       | 25,9                                                                  |                                                                       |                                                                       | SERRADA                                                               | SERRADA                                                               | SERRADA                                                               | SERRADA                                                               |                                                                       |                                                                       | |
|                                                                       | 31,4                                                                  |                                                                       |                                                                       | LA SECA                                                               | LA SECA                                                               | LA SECA                                                               | LA SECA                                                               |                                                                       |                                                                       | |
|                                                                       | 31,7                                                                  |                                                                       |                                                                       |                                                                       | VP-9903                                                               | VP-9903                                                               |                                                                       |                                                                       |                                                                       | |
|                                                                       | 31,7                                                                  | VP-9903 Rodilana VP-9901 Pozaldez                                     |                                                                       |                                                                       |                                                                       |                                                                       |                                                                       |                                                                       |                                                                       | |
|                                                                       | 31,9                                                                  |                                                                       |                                                                       | VP-9901 Tordesillas VP-9902 Rueda                                     | VP-9901 Tordesillas VP-9902 Rueda                                     | VP-9901 Tordesillas VP-9902 Rueda                                     | VP-9901 Tordesillas VP-9902 Rueda                                     |                                                                       |                                                                       | |
|                                                                       | 32,5                                                                  |                                                                       |                                                                       | LA SECA                                                               | LA SECA                                                               | LA SECA                                                               | LA SECA                                                               |                                                                       |                                                                       | |
|                                                                       | 41,5                                                                  |                                                                       |                                                                       |                                                                       | Tordesillas Valladolid La Coruña                                      | Tordesillas Valladolid La Coruña                                      |                                                                       |                                                                       |                                                                       | |
|                                                                       | 41,6                                                                  |                                                                       |                                                                       |                                                                       | Arévalo Madrid                                                        | Arévalo Madrid                                                        |                                                                       |                                                                       |                                                                       | |
|                                                                       | 41,9                                                                  |                                                                       |                                                                       | MEDINA DEL CAMPO                                                      | MEDINA DEL CAMPO                                                      | MEDINA DEL CAMPO                                                      | MEDINA DEL CAMPO                                                      |                                                                       |                                                                       | |
|                                                                       | 42,8                                                                  |                                                                       |                                                                       | VP-9903 Rodilana                                                      | VP-9903 Rodilana                                                      | VP-9903 Rodilana                                                      | VP-9903 Rodilana                                                      |                                                                       |                                                                       | |
|                                                                       | 42,9                                                                  |                                                                       |                                                                       | TRAMO CON LIMITACIÓN DE PESO                                          | TRAMO CON LIMITACIÓN DE PESO                                          | TRAMO CON LIMITACIÓN DE PESO                                          | TRAMO CON LIMITACIÓN DE PESO                                          |                                                                       |                                                                       | Desvío para vehículos pesados por Calle Buenaventura Beltrán y                                                                                 |
| 43,3                                                                  |                                                                       |                                                                       |                                                                       | TRAMO CON LIMITACIÓN DE PESO                                          | TRAMO CON LIMITACIÓN DE PESO                                          | TRAMO CON LIMITACIÓN DE PESO                                          | TRAMO CON LIMITACIÓN DE PESO                                          |                                                                       |                                                                       | Desvío para vehículos pesados por Calle Buenaventura Beltrán y                                                                                 |
|                                                                       | 43,3                                                                  |                                                                       |                                                                       | Todas direcciones                                                     | Todas direcciones                                                     | Todas direcciones                                                     | Todas direcciones                                                     |                                                                       |                                                                       | |
|                                                                       | 43,5                                                                  |                                                                       |                                                                       | FF.CC. Medina del Campo-Vilar Formoso FF.CC. Medina del Campo-Zamora  | FF.CC. Medina del Campo-Vilar Formoso FF.CC. Medina del Campo-Zamora  | FF.CC. Medina del Campo-Vilar Formoso FF.CC. Medina del Campo-Zamora  | FF.CC. Medina del Campo-Vilar Formoso FF.CC. Medina del Campo-Zamora  |                                                                       |                                                                       | |
|                                                                       | 43,6                                                                  |                                                                       |                                                                       | Olmedo (Valladolid)                                                   | Olmedo (Valladolid)                                                   | Olmedo (Valladolid)                                                   | Olmedo (Valladolid)                                                   |                                                                       |                                                                       | |
|                                                                       | 43,7                                                                  |                                                                       |                                                                       | Nava del Rey                                                          | Nava del Rey                                                          | Nava del Rey                                                          | Nava del Rey                                                          |                                                                       |                                                                       | |

### Tramo Medina del Campo - Madrigal de las Altas Torres
| Medina del Campo (Intersección sur con ) - Madrigal de las Altas Torres (Intersección con ) | Medina del Campo (Intersección sur con ) - Madrigal de las Altas Torres (Intersección con ) | Medina del Campo (Intersección sur con ) - Madrigal de las Altas Torres (Intersección con ) | Medina del Campo (Intersección sur con ) - Madrigal de las Altas Torres (Intersección con ) | Medina del Campo (Intersección sur con ) - Madrigal de las Altas Torres (Intersección con ) | Medina del Campo (Intersección sur con ) - Madrigal de las Altas Torres (Intersección con ) | Medina del Campo (Intersección sur con ) - Madrigal de las Altas Torres (Intersección con ) | Medina del Campo (Intersección sur con ) - Madrigal de las Altas Torres (Intersección con ) | Medina del Campo (Intersección sur con ) - Madrigal de las Altas Torres (Intersección con ) | Medina del Campo (Intersección sur con ) - Madrigal de las Altas Torres (Intersección con ) | Medina del Campo (Intersección sur con ) - Madrigal de las Altas Torres (Intersección con ) |
| Esquema                                                                                     | PK                                                                                          | Sentido Valladolid (creciente)                                                              | Sentido Valladolid (creciente)                                                              | Sentido Valladolid (creciente)                                                              | Sentido Valladolid (creciente)                                                              | Sentido Peñaranda de Bracamonte (decreciente)                                               | Sentido Peñaranda de Bracamonte (decreciente)                                               | Sentido Peñaranda de Bracamonte (decreciente)                                               | Sentido Peñaranda de Bracamonte (decreciente)                                               | Incidencias                                                                                 |
| Esquema                                                                                     | PK                                                                                          | Velocidad                                                                                   | Elemento                                                                                    | Salida                                                                                      | Salida                                                                                      | Salida                                                                                      | Salida                                                                                      | Elemento                                                                                    | Velocidad                                                                                   | Incidencias                                                                                 |
| Esquema                                                                                     | PK                                                                                          | Velocidad                                                                                   | Elemento                                                                                    | Dir.                                                                                        | Nombre                                                                                      | Nombre                                                                                      | Dir.                                                                                        | Elemento                                                                                    | Velocidad                                                                                   | Incidencias                                                                                 |
| ------------------------------------------------------------------------------------------- | ------------------------------------------------------------------------------------------- | ------------------------------------------------------------------------------------------- | ------------------------------------------------------------------------------------------- | ------------------------------------------------------------------------------------------- | ------------------------------------------------------------------------------------------- | ------------------------------------------------------------------------------------------- | ------------------------------------------------------------------------------------------- | ------------------------------------------------------------------------------------------- | ------------------------------------------------------------------------------------------- | ------------------------------------------------------------------------------------------- |
|                                                                                             | 45,9                                                                                        |                                                                                             |                                                                                             |                                                                                             | Madrigal de las Altas Torres Peñaranda de Bracamonte                                        | Madrigal de las Altas Torres Peñaranda de Bracamonte                                        |                                                                                             |                                                                                             |                                                                                             |                                                                                             |
|                                                                                             | 45,9                                                                                        | Todas direcciones                                                                           |                                                                                             |                                                                                             |                                                                                             |                                                                                             |                                                                                             |                                                                                             |                                                                                             |                                                                                             |
|                                                                                             | 45,9                                                                                        | La Seca Serrada                                                                             |                                                                                             |                                                                                             |                                                                                             |                                                                                             |                                                                                             |                                                                                             |                                                                                             |                                                                                             |
|                                                                                             | 46,8                                                                                        |                                                                                             |                                                                                             | Hospital de Medina del Campo                                                                | Hospital de Medina del Campo                                                                | Hospital de Medina del Campo                                                                | Hospital de Medina del Campo                                                                |                                                                                             |                                                                                             |                                                                                             |
|                                                                                             | 46,9                                                                                        |                                                                                             |                                                                                             | MEDINA DEL CAMPO                                                                            | MEDINA DEL CAMPO                                                                            | MEDINA DEL CAMPO                                                                            | MEDINA DEL CAMPO                                                                            |                                                                                             |                                                                                             |                                                                                             |
|                                                                                             | 47,3                                                                                        |                                                                                             |                                                                                             | Línea de alta velocidad Olmedo-Zamora-Galicia                                               | Línea de alta velocidad Olmedo-Zamora-Galicia                                               | Línea de alta velocidad Olmedo-Zamora-Galicia                                               | Línea de alta velocidad Olmedo-Zamora-Galicia                                               |                                                                                             |                                                                                             |                                                                                             |
|                                                                                             | 55,6                                                                                        |                                                                                             |                                                                                             | RUBÍ DE BRACAMONTE                                                                          | RUBÍ DE BRACAMONTE                                                                          | RUBÍ DE BRACAMONTE                                                                          | RUBÍ DE BRACAMONTE                                                                          |                                                                                             |                                                                                             |                                                                                             |
|                                                                                             | 56,1                                                                                        |                                                                                             |                                                                                             | RUBÍ DE BRACAMONTE                                                                          | RUBÍ DE BRACAMONTE                                                                          | RUBÍ DE BRACAMONTE                                                                          | RUBÍ DE BRACAMONTE                                                                          |                                                                                             |                                                                                             |                                                                                             |
|                                                                                             | 60,0                                                                                        |                                                                                             |                                                                                             | FUENTE EL SOL                                                                               | FUENTE EL SOL                                                                               | FUENTE EL SOL                                                                               | FUENTE EL SOL                                                                               |                                                                                             |                                                                                             |                                                                                             |
|                                                                                             | 60,1                                                                                        |                                                                                             |                                                                                             | VA-801 Ataquines                                                                            | VA-801 Ataquines                                                                            | VA-801 Ataquines                                                                            | VA-801 Ataquines                                                                            |                                                                                             |                                                                                             |                                                                                             |
|                                                                                             | 60,4                                                                                        |                                                                                             |                                                                                             |                                                                                             | VA-801 Cervillego de la Cruz Alaejos                                                        | VA-801 Cervillego de la Cruz Alaejos                                                        |                                                                                             |                                                                                             |                                                                                             |                                                                                             |
|                                                                                             | 60,4                                                                                        | VP-8002 Lomoviejo                                                                           |                                                                                             |                                                                                             |                                                                                             |                                                                                             |                                                                                             |                                                                                             |                                                                                             |                                                                                             |
|                                                                                             | 60,5                                                                                        |                                                                                             |                                                                                             | FUENTE EL SOL                                                                               | FUENTE EL SOL                                                                               | FUENTE EL SOL                                                                               | FUENTE EL SOL                                                                               |                                                                                             |                                                                                             |                                                                                             |
|                                                                                             | 64,9                                                                                        |                                                                                             |                                                                                             |                                                                                             |                                                                                             |                                                                                             |                                                                                             |                                                                                             |                                                                                             |                                                                                             |
|                                                                                             | 68,1                                                                                        |                                                                                             |                                                                                             |                                                                                             | AV-P-139 Blasconuño de Matacabras                                                           | AV-P-139 Blasconuño de Matacabras                                                           |                                                                                             |                                                                                             |                                                                                             |                                                                                             |
|                                                                                             | 68,1                                                                                        | Camino Agrícola                                                                             |                                                                                             |                                                                                             |                                                                                             |                                                                                             |                                                                                             |                                                                                             |                                                                                             |                                                                                             |
|                                                                                             | 70,7                                                                                        |                                                                                             |                                                                                             |                                                                                             | Cantalapiedra Zamora                                                                        | Cantalapiedra Zamora                                                                        |                                                                                             |                                                                                             |                                                                                             |                                                                                             |
|                                                                                             | 70,7                                                                                        | Arévalo Segovia                                                                             |                                                                                             |                                                                                             |                                                                                             |                                                                                             |                                                                                             |                                                                                             |                                                                                             |                                                                                             |

### Tramo Madrigal de las Altas Torres - Peñaranda de Bracamonte
| Madrigal de las Altas Torres (Intersección con ) - Peñaranda de Bracamonte (Intersección con ) | Madrigal de las Altas Torres (Intersección con ) - Peñaranda de Bracamonte (Intersección con ) | Madrigal de las Altas Torres (Intersección con ) - Peñaranda de Bracamonte (Intersección con ) | Madrigal de las Altas Torres (Intersección con ) - Peñaranda de Bracamonte (Intersección con ) | Madrigal de las Altas Torres (Intersección con ) - Peñaranda de Bracamonte (Intersección con ) | Madrigal de las Altas Torres (Intersección con ) - Peñaranda de Bracamonte (Intersección con ) | Madrigal de las Altas Torres (Intersección con ) - Peñaranda de Bracamonte (Intersección con ) | Madrigal de las Altas Torres (Intersección con ) - Peñaranda de Bracamonte (Intersección con ) | Madrigal de las Altas Torres (Intersección con ) - Peñaranda de Bracamonte (Intersección con ) | Madrigal de las Altas Torres (Intersección con ) - Peñaranda de Bracamonte (Intersección con ) | Madrigal de las Altas Torres (Intersección con ) - Peñaranda de Bracamonte (Intersección con ) |
| Esquema                                                                                        | PK                                                                                             | Sentido Valladolid (creciente)                                                                 | Sentido Valladolid (creciente)                                                                 | Sentido Valladolid (creciente)                                                                 | Sentido Valladolid (creciente)                                                                 | Sentido Peñaranda de Bracamonte (decreciente)                                                  | Sentido Peñaranda de Bracamonte (decreciente)                                                  | Sentido Peñaranda de Bracamonte (decreciente)                                                  | Sentido Peñaranda de Bracamonte (decreciente)                                                  | Incidencias                                                                                    |
| Esquema                                                                                        | PK                                                                                             | Velocidad                                                                                      | Elemento                                                                                       | Salida                                                                                         | Salida                                                                                         | Salida                                                                                         | Salida                                                                                         | Elemento                                                                                       | Velocidad                                                                                      | Incidencias                                                                                    |
| Esquema                                                                                        | PK                                                                                             | Velocidad                                                                                      | Elemento                                                                                       | Dir.                                                                                           | Nombre                                                                                         | Nombre                                                                                         | Dir.                                                                                           | Elemento                                                                                       | Velocidad                                                                                      | Incidencias                                                                                    |
| ---------------------------------------------------------------------------------------------- | ---------------------------------------------------------------------------------------------- | ---------------------------------------------------------------------------------------------- | ---------------------------------------------------------------------------------------------- | ---------------------------------------------------------------------------------------------- | ---------------------------------------------------------------------------------------------- | ---------------------------------------------------------------------------------------------- | ---------------------------------------------------------------------------------------------- | ---------------------------------------------------------------------------------------------- | ---------------------------------------------------------------------------------------------- | ---------------------------------------------------------------------------------------------- |
|                                                                                                | 70,7                                                                                           |                                                                                                |                                                                                                |                                                                                                | Cantalapiedra Zamora                                                                           | Cantalapiedra Zamora                                                                           |                                                                                                |                                                                                                |                                                                                                |                                                                                                |
|                                                                                                | 70,7                                                                                           | Arévalo Segovia                                                                                |                                                                                                |                                                                                                |                                                                                                |                                                                                                |                                                                                                |                                                                                                |                                                                                                |                                                                                                |
|                                                                                                | 70,8                                                                                           |                                                                                                |                                                                                                | MADRIGAL DE LAS ALTAS TORRES                                                                   | MADRIGAL DE LAS ALTAS TORRES                                                                   | MADRIGAL DE LAS ALTAS TORRES                                                                   | MADRIGAL DE LAS ALTAS TORRES                                                                   |                                                                                                |                                                                                                |                                                                                                |
|                                                                                                | 71,7                                                                                           |                                                                                                |                                                                                                | MADRIGAL DE LAS ALTAS TORRES                                                                   | MADRIGAL DE LAS ALTAS TORRES                                                                   | MADRIGAL DE LAS ALTAS TORRES                                                                   | MADRIGAL DE LAS ALTAS TORRES                                                                   |                                                                                                |                                                                                                |                                                                                                |
|                                                                                                | 71,7                                                                                           |                                                                                                |                                                                                                |                                                                                                | AV-P-129a Horcajo de las Torres                                                                | AV-P-129a Horcajo de las Torres                                                                |                                                                                                |                                                                                                |                                                                                                |                                                                                                |
|                                                                                                | 71,7                                                                                           | Circunvalación sur de Madrigal de las Altas Torres                                             |                                                                                                |                                                                                                |                                                                                                |                                                                                                |                                                                                                |                                                                                                |                                                                                                |                                                                                                |
|                                                                                                | 75,1                                                                                           |                                                                                                |                                                                                                |                                                                                                | Camino Agrícola                                                                                | Camino Agrícola                                                                                |                                                                                                |                                                                                                |                                                                                                |                                                                                                |
|                                                                                                | 75,1                                                                                           | AV-P-144 Villar de Matacabras                                                                  |                                                                                                |                                                                                                |                                                                                                |                                                                                                |                                                                                                |                                                                                                |                                                                                                |                                                                                                |
|                                                                                                | 80,2                                                                                           |                                                                                                |                                                                                                | RASUEROS                                                                                       | RASUEROS                                                                                       | RASUEROS                                                                                       | RASUEROS                                                                                       |                                                                                                |                                                                                                |                                                                                                |
|                                                                                                | 80,3                                                                                           |                                                                                                |                                                                                                | AV-P-129 San Cristóbal de Trabancos AV-P-138 Mamblas                                           | AV-P-129 San Cristóbal de Trabancos AV-P-138 Mamblas                                           | AV-P-129 San Cristóbal de Trabancos AV-P-138 Mamblas                                           | AV-P-129 San Cristóbal de Trabancos AV-P-138 Mamblas                                           |                                                                                                |                                                                                                |                                                                                                |
|                                                                                                | 80,9                                                                                           |                                                                                                |                                                                                                | RASUEROS                                                                                       | RASUEROS                                                                                       | RASUEROS                                                                                       | RASUEROS                                                                                       |                                                                                                |                                                                                                |                                                                                                |
|                                                                                                | 81,1                                                                                           |                                                                                                |                                                                                                |                                                                                                | AV-P-129a Horcajo de las Torres                                                                | AV-P-129a Horcajo de las Torres                                                                |                                                                                                |                                                                                                |                                                                                                |                                                                                                |
|                                                                                                | 83,1                                                                                           |                                                                                                |                                                                                                |                                                                                                |                                                                                                |                                                                                                |                                                                                                |                                                                                                |                                                                                                |                                                                                                |
|                                                                                                | 85,8                                                                                           |                                                                                                |                                                                                                | RÁGAMA                                                                                         | RÁGAMA                                                                                         | RÁGAMA                                                                                         | RÁGAMA                                                                                         |                                                                                                |                                                                                                |                                                                                                |
|                                                                                                | 86,4                                                                                           |                                                                                                |                                                                                                | RÁGAMA                                                                                         | RÁGAMA                                                                                         | RÁGAMA                                                                                         | RÁGAMA                                                                                         |                                                                                                |                                                                                                |                                                                                                |
|                                                                                                | 88,5                                                                                           |                                                                                                |                                                                                                | PARADINAS DE SAN JUAN                                                                          | PARADINAS DE SAN JUAN                                                                          | PARADINAS DE SAN JUAN                                                                          | PARADINAS DE SAN JUAN                                                                          |                                                                                                |                                                                                                |                                                                                                |
|                                                                                                | 89,1                                                                                           |                                                                                                |                                                                                                | PARADINAS DE SAN JUAN                                                                          | PARADINAS DE SAN JUAN                                                                          | PARADINAS DE SAN JUAN                                                                          | PARADINAS DE SAN JUAN                                                                          |                                                                                                |                                                                                                |                                                                                                |
|                                                                                                | 96,9                                                                                           |                                                                                                |                                                                                                |                                                                                                | Salamanca                                                                                      | Salamanca                                                                                      |                                                                                                |                                                                                                |                                                                                                |                                                                                                |
|                                                                                                | 96,9                                                                                           | Peñaranda de Bracamonte Ávila                                                                  |                                                                                                |                                                                                                |                                                                                                |                                                                                                |                                                                                                |                                                                                                |                                                                                                |                                                                                                |
|                                                                                                | 96,9                                                                                           | Medina del Campo Paradinas de San Juan                                                         |                                                                                                |                                                                                                |                                                                                                |                                                                                                |                                                                                                |                                                                                                |                                                                                                |                                                                                                |
|                                                                                                | 97,1                                                                                           |                                                                                                |                                                                                                |                                                                                                | Peñaranda de Bracamonte                                                                        | Peñaranda de Bracamonte                                                                        |                                                                                                |                                                                                                |                                                                                                |                                                                                                |
|                                                                                                | 97,1                                                                                           | Ávila Madrid                                                                                   |                                                                                                |                                                                                                |                                                                                                |                                                                                                |                                                                                                |                                                                                                |                                                                                                |                                                                                                |
|                                                                                                | 97,1                                                                                           | Medina del Campo Paradinas de San Juan Salamanca                                               |                                                                                                |                                                                                                |                                                                                                |                                                                                                |                                                                                                |                                                                                                |                                                                                                |                                                                                                |
|                                                                                                | 97,9                                                                                           |                                                                                                |                                                                                                | Ventosa del Río Almar                                                                          | Ventosa del Río Almar                                                                          | Ventosa del Río Almar                                                                          | Ventosa del Río Almar                                                                          |                                                                                                |                                                                                                |                                                                                                |
|                                                                                                | 98,0                                                                                           |                                                                                                |                                                                                                |                                                                                                | Cañizal                                                                                        | Cañizal                                                                                        |                                                                                                |                                                                                                |                                                                                                |                                                                                                |
|                                                                                                | 98,0                                                                                           | Peñaranda de Bracamonte                                                                        |                                                                                                |                                                                                                |                                                                                                |                                                                                                |                                                                                                |                                                                                                |                                                                                                |                                                                                                |
|                                                                                                | 98,0                                                                                           | Salvadiós                                                                                      |                                                                                                |                                                                                                |                                                                                                |                                                                                                |                                                                                                |                                                                                                |                                                                                                |                                                                                                |
|                                                                                                | 98,0                                                                                           | Medina del Campo Paradinas de San Juan                                                         |                                                                                                |                                                                                                |                                                                                                |                                                                                                |                                                                                                |                                                                                                |                                                                                                |                                                                                                |
|                                                                                                | 98,2                                                                                           |                                                                                                |                                                                                                | PEÑARANDA DE BRACAMONTE                                                                        | PEÑARANDA DE BRACAMONTE                                                                        | PEÑARANDA DE BRACAMONTE                                                                        | PEÑARANDA DE BRACAMONTE                                                                        |                                                                                                |                                                                                                |                                                                                                |
|                                                                                                | 98,3                                                                                           |                                                                                                |                                                                                                | Cañizal                                                                                        | Cañizal                                                                                        | Cañizal                                                                                        | Cañizal                                                                                        |                                                                                                |                                                                                                |                                                                                                |
|                                                                                                | 98,750                                                                                         |                                                                                                |                                                                                                |                                                                                                | Ventosa del Río Almar                                                                          | Ventosa del Río Almar                                                                          |                                                                                                |                                                                                                |                                                                                                |                                                                                                |
|                                                                                                | 98,750                                                                                         | Salvadiós Alba de Tormes                                                                       |                                                                                                |                                                                                                |                                                                                                |                                                                                                |                                                                                                |                                                                                                |                                                                                                |                                                                                                |